# Maria Cocchetti

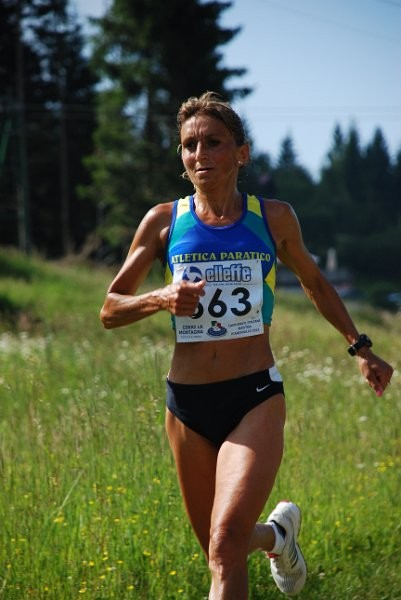
Maria Cocchetti

Maria Cocchetti (* 19. Juni 1966 in Lovere) ist eine italienische Marathonläuferin.
Sie begann ihre Karriere als Bergläuferin und wurde in dieser Disziplin 1987, 1988, 1990 nationale Meisterin. Bei den Berglauf-Weltmeisterschaften 1990 gewann sie die Silbermedaille.
1999 versuchte sie sich auf der 42,195-km-Distanz und wurde auf Anhieb Sechste beim Cesano-Boscone-Marathon in 2:42:33 h. 2000 wurde sie Zweite bei der Maratona di Sant’Antonio, 2001 siegte sie beim Ravenna-Marathon.
2002 gewann sie den Rom-Marathon sowie den Südtiroler Frühlings-Halbmarathon und wurde Vierte beim Venedig-Marathon. Nach ihrem Sieg bei der Maratona d’Europa 2003 wurde sie für Leichtathletik-Weltmeisterschaften in Paris/Saint-Denis nominiert, musste aber wegen einer Verletzung im letzten Moment absagen.
2005 wurde sie Dritte bei der Maratona di Sant’Antonio. 2006 gewann sie erneut die Maratona d’Europa und wurde ebendort 2007 Zweite.
Maria Cocchetti ist 1,57 Meter groß und wiegt 44 kg. Sie startet für Tre Stelle Nautica Bolis und wird von Luciano Gigliotti trainiert. Bis zur Geburt ihrer Tochter 1998 arbeitete sie in einer Textilfabrik.

## Persönliche Bestzeiten
- Halbmarathon: 1:13:53 h
- Marathon: 2:33:06 h, 24. März 2002, Rom